# Stephen Morelot
Stephen Morelot (* 12. Januar 1820 in Dijon; † 7. Oktober 1899 in Beaumont-sur-Vingeanne) war ein französischer Jurist und Kirchenmusikreformer.

## Leben
Morelot wurde 1820 in Dijon geboren. Dort wurde er auch Dekan der rechtswissenschaftlichen Fakultät. Gemeinsam mit Félix Danjou übernahm er die Redaktion der 1845 von Danjou gegründeten Revue de la musique religieuse, populaire et classique. Sie propagierten darin die Entprofanisierung der Kirchenmusik und ihre Befreiung von opernhaften Elementen. 1847 wurde er vom Unterrichtsministerium mit einer Reise nach Italien beauftragt zur Erforschung des dortigen Kirchengesangs. Ferner sammelte er Material für Edmond de Coussemakers Histoire de l’harmonie au moyen âge. Er selbst veröffentlichte besonders in der 1857 von Niedermeyer und Joseph d’Ortigue gegründeten Zeitschrift La Maîtrise.

## Werke
- Manuel de psalmodie en faux-bourdons et à 4 voix. Avignon 1855.
- De la musique au XVe siècle. Paris 1856.
- Eléments d’harmonie appliqués à l’accompagnement du plain-chant. Paris 1861.
- Notice sur un manuscrit de musique ancienne de la bibliothèque de Dijon. 1856 (Dijon Bibliothèque Publique Manuscrit 517).